# Dyptych (religia)

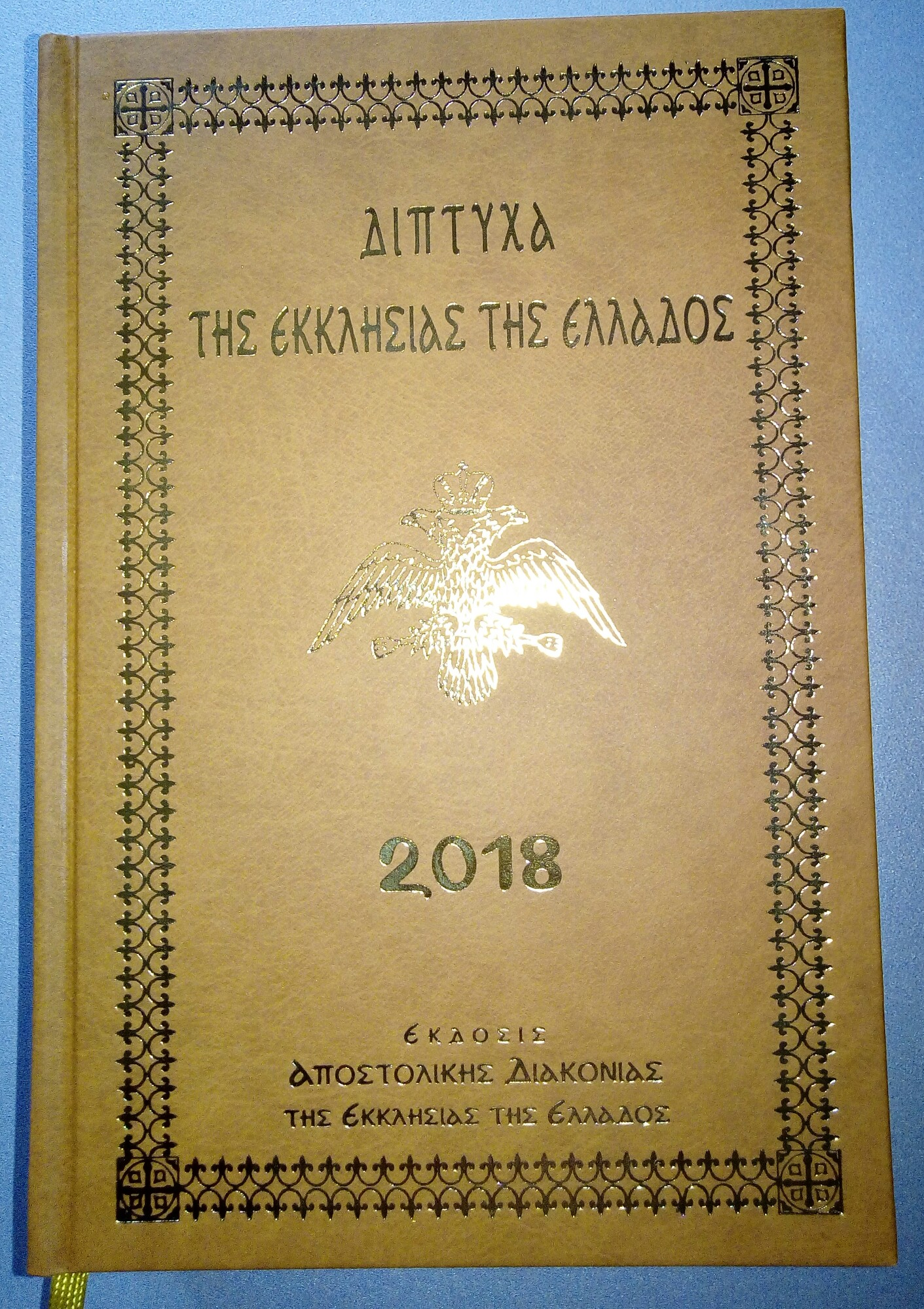
Dyptych

Dyptych lub dyptyk (gr. δίπτυχον – złożony we dwoje) – spis imion, wymienianych w czasie liturgii w Kościołach chrześcijańskich.
Pierwotnie słowo to oznaczało używane przez starożytnych Greków i Rzymian tabliczki do notowania, składające się z dwóch związanych ze sobą i złożonych deseczek lub płytek z kości lub metalu. W późniejszym okresie określano tą nazwą znajdujące się w każdym kościele tabliczki, na których zapisywane były imiona wyczytywane w czasie Eucharystii z ambony. Zawierały imiona darczyńców, zasłużonych członków gminy, miejscowego biskupa i niektórych innych hierarchów, świętych, męczenników i zmarłych zasłużonych dla wspólnoty. Dyptychy używane były w kościołach od najdawniejszych, być może apostolskich czasów. W każdym razie według świadectwa św. Cypriana w III wieku były w powszechnym użyciu. W Kościołach wschodnich były używane do XV, a w zachodnim – do około XII wieku.
Dyptychy mogły być różnego rozmiaru w zależności od liczby imion do nich wpisanych. Wraz z rozrostem dyptychów pojawiła się ich specjalizacja. Wyróżniano dyptychy żywych (δίπτυχα ζώντων, liber viventium) i dyptychy zmarłych (δίπτυχα νεχρών, liber mortuorum). W dyptychach żywych wpisywane były imiona papieży i patriarchów, biskupów i duchownych, kolatorów danego kościoła, cesarza, innych znanych osobistości i członków wspólnoty, a także Matka Boska, męczennicy i inni święci. Włączenie tych ostatnich do dyptychów żywych wskazuje na pojmowanie świętości jako uczestnictwa świętych w życiu Kościoła w charakterze orędowników i patronów. Do dyptychów zmarłych wpisywano tych, którzy za życia byli wpisani do dyptychów żywych, w pierwszej kolejności zmarłych biskupów.
Wpisanie do dyptychu było wielkim zaszczytem, wyrazem uznania dla sprawiedliwego życia wiernego, jego duchowego dostojeństwa i wierności nauce kościelnej. Z kolei wykreślenie z dyptychu było najcięższą karą, wskazującą, że wykreślona osoba została  odłączona od Kościoła.
Z dyptychów żywych rozwinęły się martyrologia. Dyptychy zmarłych w Kościołach wschodnich przekształciły się w pomianniki.
We współczesnych Kościołach prawosławnych nazwą „dyptych” określa się spis imion zwierzchników cerkwi autokefalicznych, w którym imiona te wymienione są według tradycyjnego porządku starszeństwa. Współcześnie w dyptychu greckim wymieniane jest 15 cerkwi autokefalicznych: konstantynopolitańska, aleksandryjska, antiocheńska, jerozolimska, rosyjska, gruzińska, serbska, rumuńska, bułgarska, cypryjska, grecka, polska, albańska, czeska i słowacka, ukraińska.
Dyptychy są to przechowywane przez każdego zwierzchnika Kościoła (Cerkwi) spisy, zawierające imiona innych, uznawanych za prawowiernych (żywych i umarłych), patriarchów. Są one widzialnym znakiem jedności Kościoła i rozmyślne pominięcie w nich czyjegoś imienia równoznaczne jest stwierdzeniu, że osoba ta nie pozostaje w eucharystycznej łączności. 
Takie pominięcie ma miejsce w Rosyjskim Kościele Prawosławnym na tle konfliktu z Patriarchatem Konstantynopolitańskim o autokefalię Kościoła Prawosławnego na Ukrainie (2018–2019).